# Дикий Геннадій Анатолійович
Генна́дій Анато́лійович Ди́кий (31 березня 1969, Біла Церква) — український підприємець, політик (депутат Білоцерківської міської ради VI скликання (2010-2015), Білоцерківський міський голова (з листопада 2015).

## Біографія
У 1987–1989 роках служив в армії. 1994 року закінчив НТУ «Київський політехнічний інститут».
У 1993–1994 роках працював слюсарем на МП «Техмашпродукція». У 1994–1995 роках працював експедитором в АПБФСУ «Житловик». У 1995–1997 роках працював начальником відділу постачання в АПБФСУ «Житловик». В 1998 році заснував і по 15 листопада 2015 працював директором приватного підприємства «Будмаркет».
У 2010 році був обраний депутатом Білоцерківської міської ради.
У 2014 році заснував Благодійний Фонд «Білоцерківець», який надавав допомогу військовим, які перебували в зоні АТО.
2015 року був обраний міським головою міста Біла Церква, набравши у другому турі 60,7% дійних голосів (явка 40,1%). На вибори йшов за підтримки партії «Самопоміч». Його опонентом на виборах був Костянтин Єфименко, який здобув перемогу у першому турі.
У 2020 році, з результатом 57,58% голосів виборців, у першому турі повторно обраний міським головою міста Біла Церква.
Після 24 лютого 2022-го року продовжує допомагати Збройним силам України не лише як міський голова, а і як приватна особа, об'єднуючись з місцевими бізнесменами.
31 березня 2024 року, у зв’язку з призовом, мобілізувався на службу до ЗСУ.
Одружений, має двох доньок та сина.

## Результати роботи на посаді міського голови
У 2016 року, за ініціативи Геннадія Дикого, було затверджено «Стратегію розвитку міста 2025», яка дозволила вибудовувати довгострокові перспективи і розвивати місто в потрібному напрямку.
Вперше за сучасну історію Білої Церкви було звернено увагу на ремонт важливих шляхопроводів: капітально відремонтовано аварійний «Горбатий» міст та міст через річку Рось.
Серед досягнень Дикого на посаді міського є значне збільшення комфорту проживання в Білій Церкві. Досягнути цього вдалося масштабними ремонтами пішохідних артерій міста, алей, створенням сучаснної набережної. У місті збережено мережу дошкільних навчальних закладах і відкрито нові. Також повністю збережено мережу позашкільного дозвілля.
У різних районах міста відремонтовано старі і створено нові амбулаторії первинної медичної допомоги. Після Реформи охорони здоров'я в Україні щодо екстреної медицини, було збережено надання населенню невідкладної допомоги у випадках, які не вважаються екстреними.
Перед початком повномасштабного вторгнення Геннадій Дикий активно сприяв створенню 132-го окремого батальйону територіальної оборони 114 ОБрТрО. Після 24 лютого 2022 року особисто підтримував зв'язок з командирами військових частин, які дислокуються на території Білоцерківської громади. Тодішній командир 72-ї ОМБР ім Чорних Запорожців Олександр Вдовиченко у одному із своїх інтерв'ю зазначив, що Геннадій Дикий не лише всіляко сприяв військовим, а й приїздив на позиції військових під час битви за Київ. Командир 1129-го зенітного ракетного Білоцерківського полку Вадим Волощук, неодноразово зазначав, що міський голова Білої Церкви допомагав полку такими приладами, яких на той час не було в жодній військовій частині України. Протягом повномасштабного вторгнення продовжує допомагати Збройним силам України не лише як міський голова а і як приватна особа об'єднуючись з місцевими бізнесменами.
12 грудня 2023 року за значний особистий внесок у справу розбудови і розвитку Збройних Сил України, плідну співпрацю, взаємодію у справі захисту національних інтересів держави, активне сприяння Збройним Силам України у виконання покладених на них завдань в умовах воєнного часу Геннадію Дикому було вручено відзнаку Головнокомандувача Збройних Сил України – почесний Нагрудний знак «За сприяння війську». За дорученням Головнокомандувача Збройних Сил України Валерія Залужного нагороду вручив представник Генерального штабу, полковник Ігор Мартиненко.
23 вересня 2022 року НАБУ та САП повідомили про підозру Геннадію Дикому у завданні 8,7 млн грн збитків територіальній громаді. За версією слідства, у 2018 році співвласник недобудови запропонував міському голові придбати нерухомість для потреб міста за 24 млн грн. Задля приховання значної переплати співвласник приміщення забезпечив підроблення звіту про оцінку майна. Мер Білої Церкви своєю чергою, використовуючи своє службове становище, забезпечив розгляд та голосування за ухвалення рішення про надання дозволу на придбання приміщення депутатами міськради. Експертизою підтверджено збитки на суму понад 8,73 млн грн.
27 вересня 2022 року слідчий суддя вищого антикорупційного суду, розглядаючи клопотання детектива НАБУ про застосування запобіжного заходу у вигляді застави, дійшов до висновку, що обґрунтованість підозри щодо вчинення Геннадієм Диким кримінального порушення є мінімальною.
У лютому 2023 року Вищий антикорупційний суд призначив на 22 лютого підготовче засідання в кримінальному провадженні за обвинуваченням Геннадія Дикого та підприємця Павла Ходаківського в махінаціях з нерухомістю..